# Bătălia de la Anzio
Bătălia de la Anzio a fost o bătălie din Campania din Italia a celui de-Al Doilea Război Mondial care a avut loc de la 22 ianuarie 1944 (începând cu debarcarea amfibie aliată cunoscută sub numele de Operațiunea Shingle) până la 5 iunie 1944 (terminând cu capturarea Romei). Operațiunii s-au opus forțelor germane din zona Anzio și Nettuno.
Operațiunea a fost comandată inițial de generalul-maior John P. Lucas, al Armatei SUA, comandând Corpul VI al SUA cu intenția de a depăși forțele germane fortificate pe Linia de iarnă și de a permite un atac asupra Romei.

### Citate
1. 1 2  Frieser 2007, p. 1148.
2. 1 2  d'Este 1991, p. 490.